# Ballana calipera
Ballana calipera är en insektsart som beskrevs av Delong 1937. Ballana calipera ingår i släktet Ballana och familjen dvärgstritar. Inga underarter finns listade i Catalogue of Life.